# Aghstev
L'Aghstev (in azero Ağstafacay; in armeno Աղստև?, Aghstev, in russo Акстафа?, Akstafa) è un fiume dell'Armenia, il quale attraversa il nord-est del Paese, nella regione di Tavush, prima di entrare in Azerbaigian per gettarsi nel Kura. Il Getik è uno dei suoi affluenti.